# Orde van Salomo
De Orde van Salomo werd in 1874 door de Negus Negesti van Ethiopië ingesteld als een Bijzondere Klasse van de Orde van het Zegel van Salomo. De Ethiopische keizers claimen dat zij via de Bijbelse Koningin van Seba afstammen van Salomo. In 1922 werden de beide orden formeel van elkaar los gemaakt.
Als Bijzondere Klasse en ook als ridderorde werd het kostbare en rijk bewerkte gouden juweel dat met robijnen en diamanten was versierd uitsluitend aan regerende vorsten en staatshoofden verleend. Zij mogen de letters  KS of DS achter hun naam plaatsen.
De Ridders en Dames in de Orde van Salomo dragen een keten en een ster. Er is geen grootlint maar het baton is groen.